# O Vampiro Lestat
O Vampiro Lestat é uma obra de ficção escrita pela romancista estadunidense Anne Rice. É o segundo volume da série de livros Crônicas Vampirescas e é precedido por Entrevista com o Vampiro. A história é contada a partir do ponto de vista do personagem ficcional Lestat de Lioncourt, enquanto seu precedente é narrado por Louis de Pointe du Lac.
Foi publicado pela primeira vez nos Estados Unidos em 31 de outubro de 1985 e atualmente, no Brasil, tem os direitos para a língua portuguesa reservados à editora Rocco.